# Loma (Dakota du Nord)
Pour les articles homonymes, voir Loma.
La ville de Loma est située dans le comté de Cavalier, dans l’État du Dakota du Nord, aux États-Unis. Sa population s’élevait à 16 habitants lors du recensement de 2010, estimée à 15 habitants en 2016.

## Histoire
Loma a été fondée en 1905.

## Démographie
| 1930 | 1940 | 1950 | 1960 | 1970 | 1980 |
| ---- | ---- | ---- | ---- | ---- | ---- |
| 293  | 256  | 53   | 20   | 85   | 39   |

| 1990 | 2000 | 2010 | - | - | - |
| ---- | ---- | ---- | - | - | - |
| 27   | 21   | 16   | - | - | - |

## Source
- (en) Cet article est partiellement ou en totalité issu de l’article de Wikipédia en anglais intitulé « Loma, North Dakota » (voir la liste des auteurs).